# Biała Rzeka
Biała Rzeka (kaszb. Kanié Bùdë, niem. Weissfluss) - północne osiedle Rumi (dawna wieś kaszubska) położone przy granicy z Redą, sąsiadujące na wschodzie z Lotniskiem, od zachodu - z kompleksem leśnym Trójmiejskiego Parku Krajobrazowego.
Wieś dzieliła się na część rumską i zagórską, rumski obszar zwany był Ludwichowem (1928) lub Ludwikowem (1936), niem. Louisenhof lub Ludwigshof (wzmiankowane w 1889 i 1923 roku).
W czasie niemieckiej agresji na Polskę, w dniach 9-11 września 1939 żołnierze 322 Pułku Piechoty armii niemieckiej zabili 21 jeńców polskich z wejherowskiej kompanii ochotniczej.
Połączenie z centrum miasta umożliwiają autobusy komunikacji miejskiej z Wejherowa (linie nr. 8,9) i Gdyni (linie nr. 84, 87, J). W roku 1954 Biała Rzeka i okoliczne miejscowości (Zagórze, Szmelta i Janowo) zostały scalone w jeden organizm miejski.